# Preußische EP 213 bis EP 219
Die zweimotorigen Elektrolokomotiven mit der anfänglichen Bezeichnung EP 213 bis EP 214 und die geringfügig abweichenden EP 215 bis EP 219 der Preußischen Staatsbahn wurden von der Deutschen Reichsbahn ab 1926 als Baureihe E 421 mit den Nummern E 42 13 – E 42 14 bzw. als Baureihe E 422 mit E 42 15 – E 42 19 eingeordnet.
Baulich waren sie für den Personenzugdienst konzipiert.

## Geschichte

Triebgestell EB 2, um 1911

Für eine Elektrifizierung der Berliner Stadtbahn mit 15.000 Volt Wechselstrom bewilligte der Preußische Landtag am 9. Juni 1913 neben anderen Fahrzeugbeschaffungen auch die von vier jeweils zweiachsigen Triebgestellen mit Elektromotor, die vor einen Zug gespannt werden konnten. Die Stromzufuhr aus der Oberleitung sollte dabei von einem Stromabnehmer auf dem Dach des ersten Zug-Wagens erfolgen. Diese wurden vom Eisenbahn-Zentralamt in Berlin bei der Berliner Maschinenbau AG (BMAG; Mechanischer Teil) und den Maffei-Schwartzkopff-Werken (MSW; Elektrischer Teil) in Auftrag gegeben. Nachdem 1914 auf der Versuchsstrecke Dessau-Bitterfeld bereits deren Bewährung festgestellt werden konnte, wurden während des Ersten Weltkriegs alle drei Triebdrehgestelle auch auf den Strecken der KED Breslau weitergetestet. Die Staatsbahn erstellte 1920 an die Firmen BMAG (mechanischer Teil) und die Maffei-Schwartzkopff Werke in Berlin den Auftrag auf die Fertigung von vier und an die Firma AEG auf die Fertigung von 11 weiteren Triebgestellen mit einer Geschwindigkeit von 70 km/h.
Wenig später entschied die neugegründete Deutsche Reichsbahn jedoch, die Berliner Stadtbahn für den Betrieb mit 750 Volt Gleichstrom über Stromschienen zu elektrifizieren. Für die in Auftrag gegebenen Triebdrehgestelle wurde dieser 1922 dahingehend geändert, dass aus den vier von der BMAG inzwischen fertig gestellten Triebdrehgestellen die beiden Lokomotiven EP 213 und  EP 214 nach dem konstruktiven Vorbild der EG 511 ff. und aus zehn Triebdrehgestellen der AEG die Lokomotiven EP 215 bis EP 219 hergestellt wurden. Über die vorhandenen Triebdrehgestelle gibt es widersprüchlich Informationen; einerseits sollen zwei Triebdrehgestelle für den Bau der EG 528 verwendet worden sein. Der EB 3 soll an die Firma AEG als Ersatzteilspender zurückgegangen sein. Für diese Theorie spricht die Tatsache, dass die EB 1-3 und die EG 528 dieselbe Geschwindigkeit haben, nämlich 65 km/h. Diese Theorie ist noch nicht vollständig bewiesen, nur für die EP 213 bis EP 219 wurden die vorhandenen Triebdrehgestelle nicht verwendet, wie es in manchen Quellen immer wieder zu lesen ist.
Die „Improvisationen“ des Jahres 1924 erwiesen sich als sehr gebrauchstauglich und robust und waren im Personenzugdienst auf der Schlesischen Gebirgsbahn und auf Flachlandstrecken auch mit leichten Güterzügen im Dienst. Durch die Ausstattung mit zwei elektrischen Motoren waren sie auch leistungsmäßig der E 30 überlegen, so dass auf diese Reihe vollständig verzichtet werden konnte. Dazu zählte auch, dass alle Lokomotiven von Anfang an die Möglichkeit der elektrischen Zugheizung besaßen. Im anstrengenden Gebirgsdienst wurden die Motoren der Lokomotiven oft bis an die Grenztemperatur belastet, was ihnen aber auf Grund ihrer robusten Bauart nicht schadete. Beim Versuchsdienst wurden Personenzüge mit einer Last von 401 t bei 5 ‰ Neigung mit einer Geschwindigkeit von 63 km/h und bei 10 ‰ mit 58 km/h befördert. Bei einer Neigung von 20 ‰ konnten 273 t mit einer Geschwindigkeit von 50 km/h befördert werden. Ab 1927 wurden die Lokomotiven als E 42.13 – E.42.19 bezeichnet. Die E 42 13 schied 1941 durch einen Unfall aus; weiterhin gingen die E 42.16 und 19 durch Kriegsereignisse verloren. die verbliebenen E 42 14, 15, 17 und 18 wurden am Kriegsende als Reparationsgut in die UdSSR verbracht, nach ihrer Rückkehr standen alle vier Lokomotiven von 1953 bis zu ihrer Verschrottung 1960 im Schadpark der Deutschen Reichsbahn.

## Konstruktive Merkmale

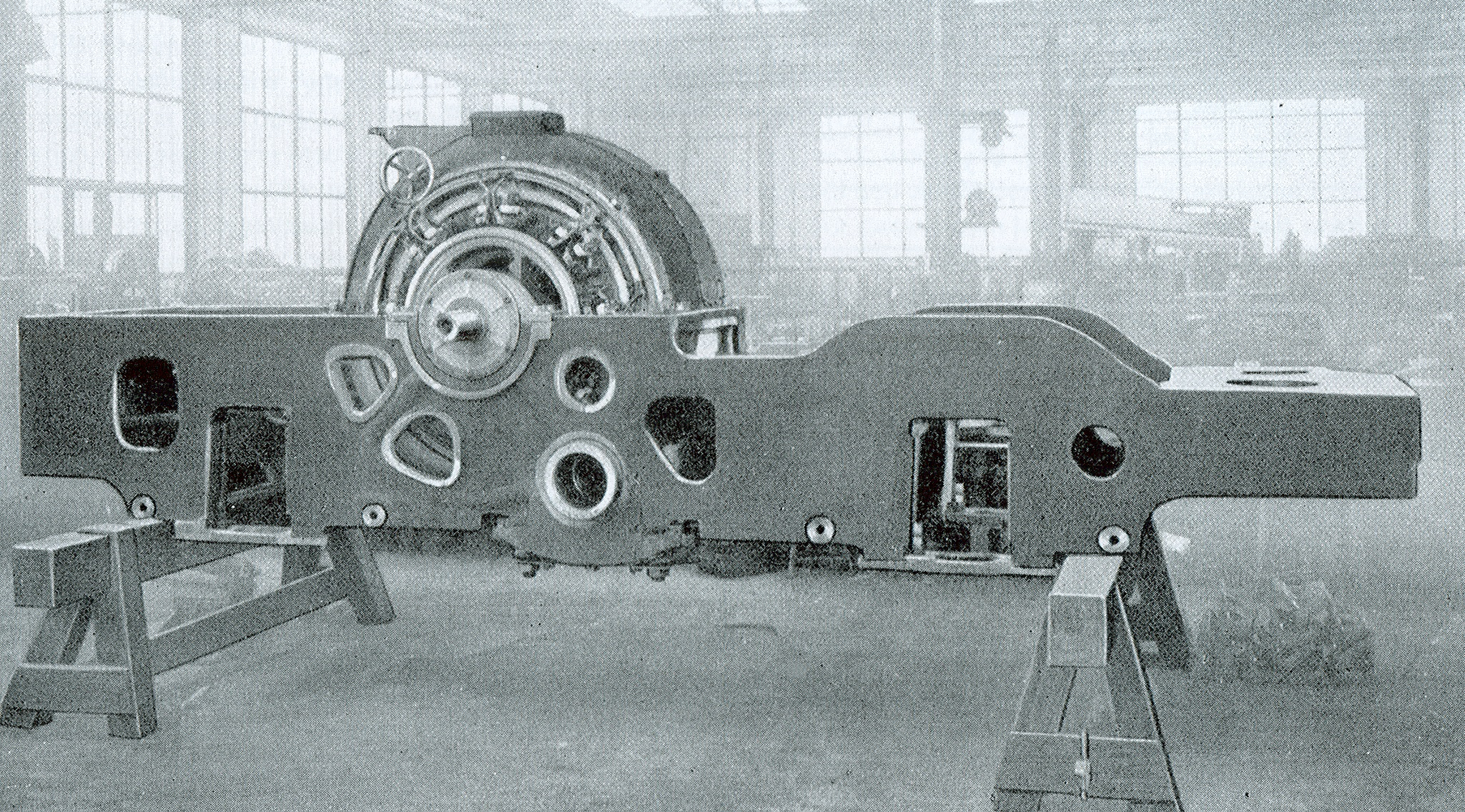
Drehgestellrahmen der EP 215 als vollständiges Gussteil, Werkfoto der AEG um 1925

Die Lokomotiven waren wie ihr zehn Jahre früher erschienenes Güterzuglok-Gegenstück EG 511 ff. eine einfache und robuste Konstruktion, obwohl zu ihrer Bauzeit bereits technisch veraltet. Beide für sie verwendeten Triebdrehgestelle waren mittels einer Kupplung beweglich miteinander verbunden und trugen einen gemeinsamen Brückenrahmen. Der darauf befindliche Aufbau bestand aus dem Maschinenraum mit dem Haupttransformator und den Führerständen an den Enden. Die schwenkbaren Triebgestelle trugen jeweils eine fest anmontierte Haube, die in der Gesamterscheinung einen „Vorbau“ vor jeder Maschinenraumstirnfläche bildeten. Unter dieser Triebgestellhaube befanden sich der jeweilige Fahrmotor und ein Kompressor. Oberhalb davon war bis zur Dachhöhe eine weitere, zurückgesetzte Abdeckung mit Lüftungsgittern für das Motorlüfteraggregat. Auf dem über beide Enden des Maschinenraumkastens vorgezogenen Dach waren zwei Stromabnehmer mit Bügeltrenner und einem Abluftaufsatz angeordnet.
Die wesentlichen Teile der elektrischen Ausrüstung waren ein fremdbelüfteter Öltransformator, zwei fremdbelüftete 20-polige Wechselstrom-Reihenschlussmotoren mit Wendepolen, die im Wesentlichen denen der EG 511 ff. entsprachen, sowie je Führerstand ein handbetätigter Fahrschalter (Baureihe E 421) bzw. eine elektromagnetische Schützensteuerung (Baureihe E 422) mit jeweils 15 Dauerfahrstufen. Die Fahrtrichtungsänderung wurde bei den Lokomotiven durch vier elektromagnetische Schütze vorgenommen. Die Kühlung des Transformators wurde durch Transformatorenöl in einem geschlossenen Kreislauf realisiert.
Die Kraftübertragung von den Fahrmotoren auf die Achsen erfolgte für jedes Triebgestell über beidseitige gefederte schrägverzahnte Motorritzel, eine Blindwelle und den Stangenantrieb mit Kuppelstangen analog der E 71.1. Die Drehgestellrahmen waren ein komplettes Gussteil. Die Verbindung zwischen dem Vorbau und dem Mittelteil der Lokomotive geschah durch Faltenbälge. Im Führerstand war auch eine Tür, um im Vorbau nach der Maschinenanlage Kontrollen durchführen zu können.